# 谢苗·贝奇科夫
谢苗·马耶维奇·贝奇科夫（俄语：Семён Маевич Бычков，羅馬化：Semyon Mayevich Bychkov，1952年11月30日—），俄裔美国指挥家。

## 生平
谢苗·贝奇科夫出生于前苏联列宁格勒的一个犹太人家庭，毕业于列宁格勒音乐学院，师从伊利亚·穆辛。1973年，他获得拉赫玛尼诺夫指挥比赛第一名，却由于政治原因未能和列宁格勒爱乐乐团指挥获奖音乐会。贝奇科夫于1975年移民美国，1980年代開始居住於歐洲。他先后任职过的乐团包括：水牛城爱乐乐团指挥（1980－1989年）、巴黎管弦乐团音乐总监（1989－1998年）、圣彼得堡爱乐交响乐团（1990－1994年）和佛罗伦萨五月音乐节（1992－1998年）首席客座指挥、科隆西德广播交响乐团（1997－2010年）和德累斯顿森柏歌剧院（1998－2003年）首席指挥。
2015年，贝奇科夫被国际歌剧奖评选为“年度指挥家”。目前，他担任捷克爱乐乐团艺术总监和BBC交响乐团指挥，同时在英国皇家音乐学院拥有教职，与诸多世界著名乐团都有密切的合作。

## 其他
- 贝奇科夫在俄羅斯入侵烏克蘭後發表聲明反對俄羅斯侵略，並表示应该庆幸在没有流血的情况下苏联解体让包括俄罗斯在内的许多国家结束了被绑架的岁月[3]。